# Guillermo Marchena
Guillermo Marchena (Willemstad, 19 januari 1947 - aldaar, 1 maart 1994) was een Nederlands drummer en zanger. Hij had in 1988 een nummer 1-hit in Duitsland en Oostenrijk met de single My love is a tango.

## Biografie
Marchena werd geboren in Willemstad en was tijdens zijn jeugd drummer voor enkele rockbands. Aan het eind van de jaren zestig ging hij naar Amsterdam en drumde hij in verschillende clubs.
In 1974 vertrok hij naar München en werd hij lid van de Klaus Doldingers jazzformatie Passport. Verder drumde hij in Duitsland voor Connexion Latina, Head, Iazu, de hardcore punkband Maniacs en vervolgens bij Percussion Academia van de gitaarvirtuoos Sigi Schwab. Nadat Schwab gevraagd werd de soundtrack voor de televisieserie Anna te componeren, kwam Marchena in beeld bij regisseur Frank Strecker. Voor een bepaalde scene schreven Strecker en Schwab het lied My love is a tango dat werd gezongen door Marchena. Toen het lied tijdens de uitzendingen van de serie werd uitgebracht, steeg het naar nummer 1 in Duitsland en Oostenrijk en nummer 5 in Zwitserland. De single ging rond 600.000 maal over de toonbank en leverde hem een gouden plaat in Duitsland op.
Het jaar erop bracht Marchena de single Time for lovers uit die zonder succes bleef. Ook bracht hij nog twee albums uit.
Ondertussen bleef hij drummer voor de band Percussion Academia. Aan het eind van 1993 vloog bij naar Curaçao terug, waar hij enkele maanden later overleed aan de gevolgen van Aids.

## Discografie
Singles en ep's
- 1987: My love is a tango (nummer 1 in Duitsland en Oostenrijk, nummer 5 in Zwitserland)
- 1988: Time for lovers

Albums
- 1988: My love is a tango
- 1990: Soca dance - Sensation

- Gemeinsame Normdatei: 134568842
- International Standard Name Identifier: 0000 0000 5866 5196
- MusicBrainz: ef9c7d32-36d7-4194-b8d0-5f47b0745f89
- Virtual International Authority File: 79675675
- WorldCat: E39PBJgt8cxkXmQFgPjw9rKTpP